# Matsudaira (Ogyū)

Wappen der Nishio-Ogyū (Die Stockrose: 葵)

Die Ogyū-Matsudaira (japanisch 大給松平家, Ogyū Matsudaira-ke) waren eine Familie des japanischen Schwertadels (Buke), die sich von Matsudaira Norimoto (1443–1534) ableitete. Sie residierten zunächst in Ogyū (Provinz Mikawa) und führten seitdem diesen Namen. Mit einem Einkommen von 60.000 Koku gehörten die in Nishio (Präfektur Aichi) residierenden Ogyū zu den größeren Fudai-Daimyō der Edo-Zeit.

## Genealogie

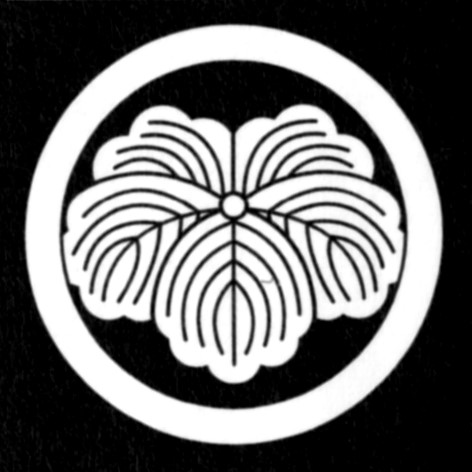
Iwamura-Ogyū

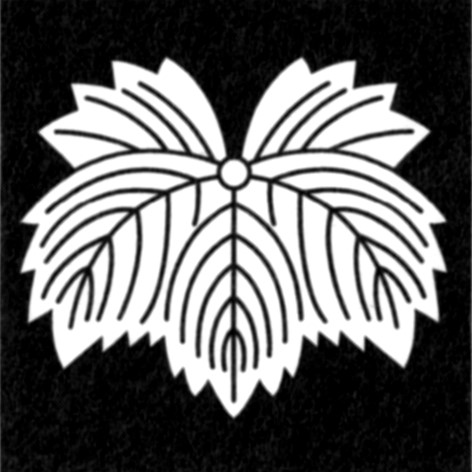
Okudono-Ogyū

Funai-Ogyū

### Hauptlinie
- Norimasa (乗正; 1480–1541), Norimotos Sohn, schloss sich den Imagawa an.
- Saneyori (眞乘; 1553–1582), Norimasas Urenkel, schloss sich nach dem Untergang der Imagawa Tokugawa Ieyasu an.
- Ienori (家乗; 1561–1600), Sanenoris Sohn, erhielt von Ieyasu 1590 die Domäne Nawa (Kōzuke) mit 10.000 Koku und dann im Jahr 1600 Iwamura[Anm. 1] (Mino) mit 20.000 Koku. Seine Nachkommen residierten nacheinander ab 1638 in Hamamatsu (Tōtōmi), ab 1645 in Tatebayashi (Provinz Kōzuke) mit 50.000 Koku, ab 1661 in Sakura (Shimousa) mit 60.000 Koku, ab 1678 in Karatsu (Hizen), ab 1691 in Toba (Shima) mit 70.000 Koku, ab 1710 in Kameyama (Ise), ab 1717 in Yodo (Yamashiro), ab 1723 wieder in Sakura, ab 1745 in Yamagata (Dewa) und schließlich von 1764 bis 1868 in Nishio  mit 60.000 Koku. Nach 1868 Vizegraf.

### 1. Nebenlinie
Eine Linie beginnend mit Norimasa (乗政; 1637–1684) etablierte sich 1682 in Komoro (Shinano) mit 22.000 Koku. Von 1702 bis 1868 residierte diese Linie in Iwamura mit 30.000 Koku. Dieser Zweig hieß auch Ishikawa, da Norimasas Großmutter eine Tochter Ishikawa Yasumichis war.

### 2. Nebenlinie
Diese Linie begann mit Sanetsugu (真次; 1577–1646), einem Bruder Ienoris. Von 1703 residierten diese Ogyū bis 1868 in einem Festen Haus (jinya 陣屋) in Okutono (奥殿)  (Mikawa) mit 16.000 Koku. 
- Norikata (乗謨; 1839–1910), der 8. und letzte Chef des Hauses, nannte sich auch Ogyū Yuturu (大給恒). Nach 1868 Vizegraf und Mitinitiator des Japanischen Roten Kreuzes.

### 3. Nebenlinie
Dieser Zweig residierte ab 1601 in Sannokura (Kōzuke), 1617 in Nishio mit 17.000 Koku, ab 1621 in Kameyama (Tamba) mit 20.000 Koku, ab 1634 in Tsuruzaki (Bungo) und schließlich von 1658 bis 1868 in Funai (Bungo). Danach Vizegraf.